# Hans Bartolmes
Hans Bartolmes (* 17. August 1902 in Frankfurt am Main; † 1995) war ein deutscher Architekt, Bildhauer und Grafiker.

## Leben
Bartolmes studierte zwischen 1917 und 1923 in Frankfurt am Main, an der Baugewerkschule, der Kunstgewerbeschule und der Städelschule. 1924 erhielt er eine Anstellung im Büro des Frankfurter Architekten Ludwig Bernoully. 1928/1929 arbeitete er gemeinsam mit Adam Heinrich Assmann, anschließend war er Mitarbeiter von Franz Delcher. Ab 1934 arbeitete er selbständig als Architekt und Grafiker in Frankfurt, 1937–1939 in Gemeinschaft mit dem Architekten Gottlob Schaupp.
1939 war er auf der Großen Deutschen Kunstausstellung in München mit dem Aquarell „Altstadtgesundung Frankfurt am Main“ vertreten, das Adolf Hitler erwarb.
Nach seiner Teilnahme am Zweiten Weltkrieg als Soldat und anschließender Kriegsgefangenschaft war er wiederum selbständig in Frankfurt am Main tätig, u. a. im evangelischen Kirchenbau. Bis 1969 war er Mitglied im Bund Deutscher Architekten (BDA).

## Bauten und Entwürfe
- 1936: Entwurf für ein Sgraffito „Leichtathleten“ an einem Offizierswohnhaus in Aschaffenburg (vom Bausenat abgelehnt)
- 1951: Mitarbeit am AEG-Hochhaus in Frankfurt am Main (abgerissen 1999)
- 1955: evangelische Heilandskirche in Frankfurt am Main-Bornheim (2005 abgerissen)
- 1955: Kirchsaal der evangelischen Bethlehemgemeinde in Frankfurt am Main-Ginnheim
- 1958: Entwurf für die evangelische Wartburgkirche in Frankfurt am Main-Nordend (nicht ausgeführt)
- 1959: evangelische Neue Nicolaikirche in Frankfurt am Main-Ostend
- 1964: evangelische Heimatkirche in Frankfurt am Main-Zeilsheim (seit 2015 von Rumänischer Elim-Gemeinde genutzt)